# Arthur C. Danto

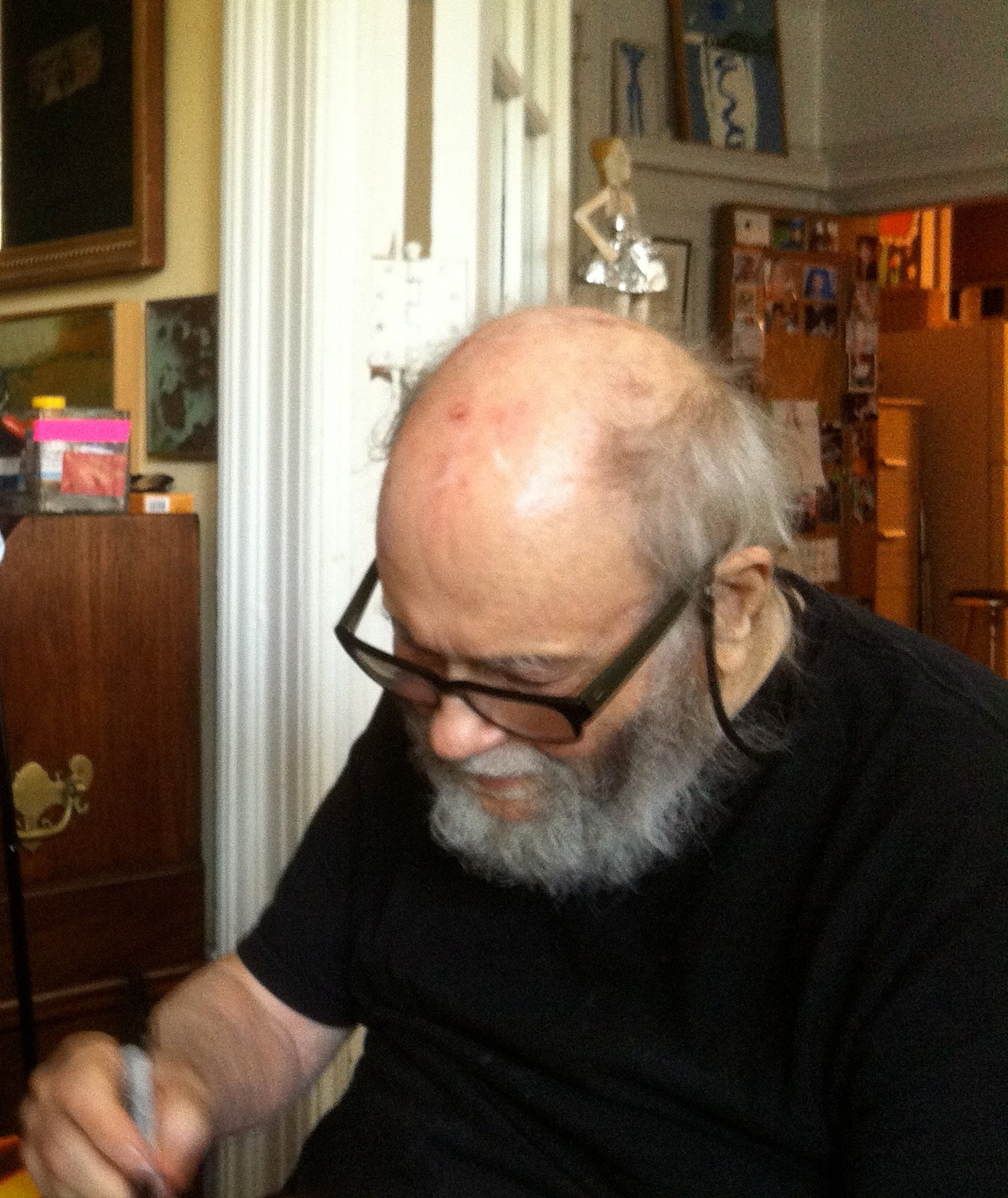
Arthur Danto (2012)

Arthur Coleman Danto (* 1. Januar 1924 in Ann Arbor, Michigan; † 25. Oktober 2013 in New York) war ein US-amerikanischer Philosoph und Kunstkritiker. Danto gehörte zu den wenigen Vertretern der analytischen Philosophie mit umfangreichen Kenntnissen der kontinentalen europäischen Philosophie. Sein Themenspektrum umfasste insbesondere die Bereiche Ästhetik, Kunsttheorie, Philosophie der Geschichte, Philosophie des Geistes, Handlungstheorie und Mystik. In seinen Werken zeigen sich Einflüsse von Hegel, Nietzsche, Sartre und Wittgenstein.

## Werdegang
Danto wuchs in einer durch das Reformjudentum geprägten Familie auf. Nachdem er zwei Jahre in der US-Army gedient hatte, nahm Danto ab 1945 ein Studium der Malerei und Geschichte an der Wayne State University in Detroit auf mit dem Ziel, Künstler zu werden. Nachdem er dort 1948 den Bachelorabschluss gemacht hatte, begann er 1948 sein Philosophiestudium an der Columbia University in New York, wo er 1949 den Master erreichte.
Mit einem Fulbright-Stipendium konnte er 1949–1950 in Paris bei Merleau-Ponty studieren. 1951 kehrte er in die USA zurück, um an der Columbia University zu lehren, an der er bis zu seiner Emeritierung im Jahre 1992 verblieb. Er promovierte 1952 bei John Herman Randall jr. zum Thema Historical Judgement zum Ph. D. und wurde 1966 zum Professor ernannt. 1983 war er Präsident der American Philosophical Association und von 1989 bis 1990 Präsident der American Society for Aesthetics. Seit 1965 gehörte er zu den Herausgebern des Journal of Philosophy und war von 1984 bis 2009 als Kunstkritiker für das Wochenmagazin The Nation tätig. Außerdem war er Mitherausgeber der Naked Punch Review und schrieb für die Kunstzeitung Artforum.

## Werk
In seinen Büchern behandelt Danto eine große Breite philosophischer Themen.
So untersucht er in Analytical Philosophy of History (1965) methodologische Probleme der Geschichtswissenschaften. Mit den Werken Nietzsche as Philosopher  (1965) und Jean-Paul Sartre (1975) versucht Danto eine Rehabilitation dieser beiden Autoren innerhalb der analytischen Philosophie. Seit den 1980er Jahren verlegte sich Danto ganz auf die Philosophie der Kunst, wobei er zunehmendes Interesse an den historischen und werkbezogenen Details zeigte. In seinem kunstphilosophischen Hauptwerk The Transfiguration of the Commonplace (1981) sowie in seinen darauffolgenden Aufsatzsammlungen The Philosophical Disenfranchisement of Art (1986) und Beyond the Brillo Box (1992) versucht Danto den repräsentationalen Charakter von Kunstwerken zu analysieren.
Seine seit 1984 in der Wochenzeitschrift Nation erschienenen Kunstkritiken wurden zusammen mit kunstphilosophischen Ergänzungen in drei Sammelbänden veröffentlicht: The State of the Art (1987), Encounters & Reflections: Art in the Historical Present (1990) und Embodied Meanings: Critical Essays and Meditations (1994).

### Geschichtstheorie
In seinem Erstlingswerk Analytical Philosophy of History (1965) beschäftigt sich Danto mit methodologischen Fragen der Geschichtswissenschaft. Er befruchtete damit wesentlich die Methodendiskussionen der Disziplin in den 1960er und 1970er Jahren.
Danto wendet sich gegen Geschichtsphilosophien, die Aussagen über das Ganze der Geschichte treffen möchten. Die Geschichtswissenschaft beschäftigt sich mit Ereignissen der Vergangenheit, was generell keine Projektion in die Zukunft gestattet. Sie verknüpft in narrativer Weise (narrative sentences) Anfang und Ende von Geschichten miteinander („history tells stories“) und ist somit begrifflich von einer Theorie zu unterscheiden, in der Gesetzeshypothesen formuliert sind, die Ereignisse aus gegebenen Voraussetzungen zu erklären oder zu prognostizieren erlauben. Die narrative Organisation von Geschichten ist prinzipiell geleitet durch die subjektiven Interessen des Historikers und mit ihrem Gegenstand nie deckungsgleich.

### Handlungstheorie
Danto hat mit seinem Konzept der Basishandlung, das er in seinem Werk Analytical Philosophy of Action (1973) ausführlich darlegt, wesentliche Anstöße zur detaillierten Analyse des Handlungsbegriffs gegeben. Danach haben Basishandlungen für Handlungen eine ähnliche Bedeutung wie Basissätze in der Erkenntnistheorie. Die Existenz von Handlungen setzt die Existenz von Basishandlungen voraus. Vermittelte Handlungen müssen, um nicht in einen unendlichen Regress von „dadurch-dass“-Relationen zu geraten, letzte Handlungen enthalten, die selbst nicht vermittelt sind. Solche Basishandlungen existieren nur im Zusammenhang mit vollständigen Handlungen. Wir können zu ihnen allein durch Subtraktion von Merkmalen der vollständigen Handlung gelangen, in die sie eingebettet sind.
Danto identifiziert Basishandlungen, die sich immer in Körperbewegungen ausdrücken, mit den ihnen entsprechenden neurophysiologischen Prozessen. Dabei sind Körperbewegungen nicht ihrerseits durch Willensakte verursacht. Es gibt für Danto nicht einerseits den Menschen, der einen Willensakt ausführt, und andererseits seine Handlungen, sondern wir „sind unsere Handlungen und eins mit den relevanten Einflußbereichen unserer Körper“.

### Kunsttheorie
Ausgangspunkt der Kunsttheorie Dantos ist die Frage: was macht ein Objekt zum Kunstwerk? Zu deren Beantwortung kreierte er den Begriff Artworld (dt. Kunstwelt). In einem späteren Aufsatz bestimmte er die Kunstwelt als einen „losen Verbund von Personen“, die in einen „Diskurs der Gründe“ eintreten, der „den Status von Kunst auf Dinge überträgt“. Ein Kunstwerk als solches erlangt erst Zutritt zur Kunstwelt durch eine kunsttheoretische Interpretation: „Kunst ist eine Sache, deren Existenz von Theorien abhängig ist“. Der Status als „Kunstwerk“ wird einem Objekt zuerkannt, indem die Interpretation dessen Bezug zu „Über-etwas-sein (aboutness)“ herstellt. Als Kunstwerk gilt es, weil es als symbolische Ausdrucksform eine Bedeutung verkörpert. Im Gegensatz zu George Dickie, dem „Begründer der institutionellen Theorie der Kunst“, betont Danto mit Nachdruck, dass erst der „institutionalisierte Diskurs von Gründen“ und nicht eine „Ermächtigungselite“ (wie bei Dickie) einem Objekt den Kunststatus verleiht. Legitimes Mitglied der institutionell verfassten Kunstwelt ist, wer Zugang zu dem Diskurs hat.
Dantos These wurde nach seinen eigenen Erzählungen ausgelöst durch einen Besuch im Jahr 1964 in der New Yorker Stable Gallery, die Andy Warhols Brillo Boxes ausgestellt hatte. Er wertete die Brillo-Box-Ausstellung als ein „Schlüsselerlebnis, geeignet, die gesamte Kunsttheorie zu revolutionieren: Warhol und andere Pop-Art-Künstler hatten gezeigt, dass von zwei Gegenständen, die genau gleich aussahen, eines ein Kunstwerk und das andere keines sein konnte.“
In seinem letzten Werk, What Art Is, bringt Danto zwei sich ergänzende Definitionen von Kunst an. Bezug nehmend auf vorige Werke bezeichnet er Kunst zunächst als „verkörperte Bedeutungen“ („embodied meanings“, S. 37) und bezeichnet diese im Folgenden auch als „schlaflose Träume“ („wakeful dreams“, S. 48 f.).

### Gedankenexperiment der ununterscheidbaren Kunstwerke
In The Transfiguration of Commonplace. A Philosophy of Art (1981) entwickelt Danto sein Gedankenexperiment der visuell ununterscheidbaren Kunstwerke, das einerseits seine Theorie der Aboutness von Kunstwerken und damit seine externalistische Kunstauffassung stützt und andererseits ein Argument gegen eine internalistische Auffassung darstellt.
In seiner imaginären Galerie befinden sich neun exakt gleich aussehende rote Vierecke. Das erste ist ein Gemälde der Israeliten, die das Rote Meer durchqueren, wobei die Israeliten schon vorbeigezogen und die Ägypter bereits ertrunken waren. Das Ergebnis seines Lebens gleiche diesem Gemälde, sagte Kierkegaard, weshalb das zweite Kunstwerk das Werk eines dänischen Porträtisten sei, der das rote Viereck mit „Kierkegaards Stimmung“ betitelt. Es geht weiter mit dem „Roten Platz“, ein Stück Moskauer Landschaft sowie einem Musterbeispiel geometrischer Kunst, das zufällig denselben Titel trägt. Darauf folgen „Nirwana“ und ein Stillleben mit dem Titel „Rotes Tischtuch“. Schließlich sei das siebte Objekt lediglich eine mit Bleirot grundierte Leinwand und nicht wirklich ein Kunstwerk. Daneben kommt eine nicht grundierte, sondern bleirot bemalte Leinwand, einfach ein Ding mit Farbe drauf. Ein junger Künstler J. ist empört von diesen sogenannten Kunstwerken. Als eine Art Protest malt er ein Werk, das den anderen roten Vierecken gleicht und erklärt sein Werk hieße „Ohne Titel“ und sei über nichts.
Da nicht alle der beschriebenen Vierecke Kunstwerke sind, aber alle identisch aussehen und die gleichen Eigenschaften besitzen, demnach also qualitativ identisch sind, kann das, was ein Objekt zu einem Kunstwerk macht, nicht allein an den intrinsischen, sondern muss an den extrinsischen Eigenschaften liegen. Was ein Objekt zu einem Kunstwerk macht, zeigt sich vor allem am letzten Beispiel, dem Werk des Künstlers J. Auch wenn er sein Werk „Ohne Titel“ nennt und behauptet, es sei über nichts, so hat es damit dennoch einen Titel und ist auch über etwas, nämlich über Kunst (als Kritik gegenüber den anderen Kunstwerken), was das Objekt für Danto damit zu einem Kunstwerk macht. Ein Kunstwerk hat im Gegensatz zu bloßen Dingen neben einem Titel und der Aboutness zudem einen Inhalt, wurde von dem Künstler mit einer bestimmten Absicht geschaffen und löst bei Rezipienten eine Wirkung aus. Die unbemalte rote Leinwand sowie das Ding mit Farbe drauf sind daher auch keine Kunstwerke, anders als die anderen exakt gleich aussehenden roten Vierecke.
Dantos Gedankenexperiment war sicher bedeutend für die Entwicklung seiner Theorie, kann diese aber nicht überzeugend begründen, da es zwei wichtige Kritikpunkte gibt. Zum ersten bezieht sich Danto nur auf Beispiele der Malerei und der bildenden Kunst und nicht beispielsweise auf Musik und zumindest einige Beispiele stellen infrage, ob jedes Kunstwerk wirklich über etwas ist. Zum zweiten setzt Danto mit seinen neun visuell ununterscheidbaren Vierecken bereits voraus, dass bloße Dinge nicht allein durch Wahrnehmung von Kunstwerken unterschieden werden können, was er aber eigentlich damit erst zeigen möchte.

## Auszeichnungen (Auswahl)
- 1980: Aufnahme in die American Academy of Arts and Sciences
- 1990 Prize for Criticism des National Book Critics Circle
- 1996 Frank Jewett Mather Award for art criticism, College Art Association.[13]
- 2005 Albertus-Magnus-Professur

## Schriften
- Analytical Philosophy of History, Cambridge University Press, Cambridge 1965
  - deutsch: Analytische Philosophie der Geschichte, übersetzt von Jürgen Behrens, Suhrkamp, Frankfurt 1974, ISBN 978-3-518-06373-6.
- Nietzsche as Philosopher (1965)
  - deutsch: Nietzsche als Philosoph. Wilhelm Fink Verlag, München 1998, ISBN 978-3-7705-3230-8.
- Mysticism and Morality: Oriental Thought and Moral Philosophy (1969)
  - deutsch: Mystik und Moral – Östliches und westliches Denken. [1988]. Wilhelm Fink Verlag, München 1999, ISBN 978-3-7705-3271-1.
- Analytic Philosophy of Action, Cambridge University Press, Cambridge 1973
  - deutsch: Analytische Handlungsphilosophie, übersetzt von Ulrich Vogel, Scriptor Verlag, Königstein i. Ts. 1979, ISBN 3-589-20675-6.
- Jean-Paul Sartre, Fontana Modern Masters, 1975
  - deutsch: Jean-Paul Sartre. Steidl, Göttingen 1986
- The transfiguration of the commonplace: a philosophy of art, Harvard University Press, Cambridge, Mass. 1981, ISBN 0-674-90346-3.
  - deutsch: Die Verklärung des Gewöhnlichen, übersetzt von Max Looser, Suhrkamp, Frankfurt 1984, ISBN 3-518-06427-4.
- The Philosophical Disenfranchisement of Art, Columbia University Press, New York 1986
  - deutsch: Die philosophische Entmündigung der Kunst, übersetzt von Karen Lauer, Wilhelm Fink Verlag, München 1994, ISBN 978-3-7705-2825-7.
- Encounters and Reflections: Art in the Historical Present (1990)
  - deutsch: Reiz und Reflexion. Wilhelm Fink Verlag, München 1994, ISBN 978-3-7705-2876-9.
- Beyond the Brillo Box: The Visual Arts in Post-Historical Perspective (1992)
  - deutsch: Kunst nach dem Ende der Kunst. Wilhelm Fink Verlag, München 1996, ISBN 978-3-7705-3046-5.
- Connections to the World: The Basic Concepts of Philosophy (1997)
  - deutsch: Wege zur Welt – Grundbegriffe der Philosophie. Wilhelm Fink Verlag, München 1999, ISBN 978-3-7705-3071-7.
- After the End of Art (1997)
  - deutsch: Das Fortleben der Kunst. Wilhelm Fink Verlag, München 2000, ISBN 978-3-7705-3231-5.
- What Art Is. Yale University Press, 2013, ISBN 978-0-300-17487-8
  - deutsche Ausgabe nicht verfügbar